# Wushu tại Đại hội Thể thao Đông Nam Á 2009
Wushu tại Đại hội Thể thao Đông Nam Á năm 2009 được tổ chức từ ngày 13 đến 17 tháng 12 năm 2009 tại Hall 2 – Lao‑ITECC, thành phố Viêng Chăn, Lào, trong khuôn khổ SEA Games lần thứ 25.
Giải đấu quy tụ cả nam và nữ thi đấu ở hai phân môn chính: taolu (biểu diễn quyền) và sanda (đối kháng) theo chuẩn quốc tế. Đoàn thể thao Việt Nam tiếp tục thống trị Wushu Đông Nam Á khi giành được 7 tấm huy chương vàng, nhất toàn đoàn.

## Bảng huy chương
| Hạng                | Đoàn                | Vàng | Bạc | Đồng | Tổng số |
| ------------------- | ------------------- | ---- | --- | ---- | ------- |
| 1                   | Việt Nam (VIE)      | 7    | 6   | 1    | 14      |
| 2                   | Lào (LAO)           | 5    | 2   | 4    | 11      |
| 3                   | Malaysia (MAS)      | 3    | 1   | 3    | 7       |
| 4                   | Indonesia (INA)     | 2    | 6   | 3    | 11      |
| 5                   | Philippines (PHI)   | 2    | 2   | 4    | 8       |
| 6                   | Singapore (SIN)     | 1    | 1   | 0    | 2       |
| 7                   | Thái Lan (THA)      | 1    | 0   | 6    | 7       |
| 8                   | Myanmar (MYA)       | 0    | 3   | 4    | 7       |
| 9                   | Brunei (BRU)        | 0    | 1   | 1    | 2       |
| 10                  | Campuchia (CAM)     | 0    | 0   | 2    | 2       |
| Tổng số (10 đơn vị) | Tổng số (10 đơn vị) | 21   | 22  | 28   | 71      |

## Tóm tắt kết quả

### Biểu diễn nam
| Nội dung                             | Vàng                                                                | Bạc                                                      | Đồng                                                       |
| ------------------------------------ | ------------------------------------------------------------------- | -------------------------------------------------------- | ---------------------------------------------------------- |
| Trường quyền                         | Aldy Lukman · Indonesia                                             | Ang Eng Chong · Malaysia                                 | Ng Say Yoke · Malaysia                                     |
| Nam quyền                            | Phạm Quốc Khánh · Việt Nam                                          | Heriyanto · Indonesia                                    | Soe Kyaw · Myanmar                                         |
| Thái cực quyền / Thái cực kiếm       | Loh Jack Chang · Malaysia                                           | Nguyễn Thanh Tùng · Việt Nam                             | Parantac Daniel · Philippines                              |
| Song đấu biểu diễn quyền (Tay không) | Việt Nam (VIE) · Nguyễn Huy Thành · Trần Đức Trọng · Tran Xuan Hiep | Singapore (SIN) · Fung Jin Jie · Samuel Seah · Jaryl Tay | Thái Lan (THA) · Baramee Kulsawadmongkol · Pitaya Sae Yang |
| Song đấu biểu diễn quyền (Vũ khí)    | Lào (LAO) · Anousone Sasabo · Bountang Soong · Siamphone Kongmary   | Indonesia (INA) · Aldy Lukman · Johannes Bie             | Brunei (BRU) · Isa Bin Bismi · Ismi Bin Bismi              |
| Song đấu biểu diễn quyền (Vũ khí)    | Lào (LAO) · Anousone Sasabo · Bountang Soong · Siamphone Kongmary   | Indonesia (INA) · Aldy Lukman · Johannes Bie             | Malaysia (MAS) · Say Yoke · Yeap Wai Kin                   |

### Đối kháng nam
| Hạng cân | Vàng                         | Bạc                                | Đồng                           |
| -------- | ---------------------------- | ---------------------------------- | ------------------------------ |
| 48 kg    | Trần Văn Kiên · Việt Nam     | Zulfahmi Fitria · Indonesia        | Sengthavyxay Chanthasone · Lào |
| 48 kg    | Trần Văn Kiên · Việt Nam     | Zulfahmi Fitria · Indonesia        | Aligaga Jessie · Philippines   |
| 52 kg    | Khamla Soukaphone · Lào      | Phan Văn Hậu · Việt Nam            | Tan Narith · Campuchia         |
| 52 kg    | Khamla Soukaphone · Lào      | Phan Văn Hậu · Việt Nam            | Gunawan · Indonesia            |
| 56 kg    | Phoxay Aphailath · Lào       | Benjie Rivera · Philippines        | Sin Saksunnara · Campuchia     |
| 56 kg    | Phoxay Aphailath · Lào       | Benjie Rivera · Philippines        | Apisak Rongpichai · Thái Lan   |
| 60 kg    | Bouapha Valasith · Lào       | Junaidi Sukamto Rahmat · Indonesia | Wai Lin Oo · Myanmar           |
| 60 kg    | Bouapha Valasith · Lào       | Junaidi Sukamto Rahmat · Indonesia | Labador Denver · Philippines   |
| 65 kg    | Mark Eddiva · Philippines    | Tin Lin Aung · Myanmar             | Jefri T. Sinambela · Indonesia |
| 65 kg    | Mark Eddiva · Philippines    | Tin Lin Aung · Myanmar             | Nguyễn Văn Tuấn · Việt Nam     |
| 70 kg    | Nguyễn Đình Khánh · Việt Nam | Xayvong Sommay · Lào               | Yong Yuthnoo · Thái Lan        |

### Biểu diễn nữ
| Nội dung                             | Vàng                                                       | Bạc                                                     | Đồng                                                   |
| ------------------------------------ | ---------------------------------------------------------- | ------------------------------------------------------- | ------------------------------------------------------ |
| Trường quyền                         | Susyana Tjhan · Indonesia                                  | Sandi Oo · Myanmar                                      | That That Naing · Myanmar                              |
| Nam quyền                            | Diana Bong Siong Lin · Malaysia                            | Vũ Thùy Linh · Việt Nam                                 | Aint Mi Mi · Myanmar                                   |
| Thái cực quyền / Thái cực kiếm       | Chai Fong Ying · Malaysia                                  | Lindswell · Indonesia                                   | Wilai Ratanawongsaro · Thái Lan                        |
| Song đấu biểu diễn quyền (Tay không) | Lào (LAO) · Soudaphone Chanlapheng · Ketsuda Vongphakdy    | Myanmar (MYA) · Sandy OO · That That Naing · Aint Mi Mi | Malaysia (MAS) · Diana Bong Siong Lin · Tai Cheau Xuen |
| Song đấu biểu diễn quyền (Vũ khí)    | Singapore (SIN) · Khor Poh Chin · Tao Yi Jun · Tay Yu Juan | Việt Nam (VIE) · Vũ Trà My · Vũ Thùy Linh               | Brunei (BRU) · Faustina Woo Wai Sii · Lee Ying Shi     |

### Đối kháng nữ
| Hạng cân | Vàng                           | Bạc                             | Đồng                              |
| -------- | ------------------------------ | ------------------------------- | --------------------------------- |
| 45 kg    | Đỗ Thị Nhân · Việt Nam         | Kindala Phomemathang · Lào      | Friska Ria Wibowo · Indonesia     |
| 45 kg    | Đỗ Thị Nhân · Việt Nam         | Kindala Phomemathang · Lào      | Naree Pimpa · Thái Lan            |
| 48 kg    | Chutdao Chaimala · Thái Lan    | Trần Duy Phương · Việt Nam      | Khamai Lathsavong · Lào           |
| 48 kg    | Chutdao Chaimala · Thái Lan    | Trần Duy Phương · Việt Nam      | Rhea May Rifani · Philippines     |
| 52 kg    | Nguyễn Thùy Ngân · Việt Nam    | Estimar Mary Jane · Philippines | Toy · Lào                         |
| 56 kg    | Thân Thị Lý · Việt Nam         | Moria Manalu · Indonesia        | Phannipha Lukchanthuek · Thái Lan |
| 60 kg    | Mariano Marianne · Philippines | Nguyễn Thị Oanh · Việt Nam      | Douangchay Thalengliep · Lào      |

## Kết quả chi tiết

### Nam

#### Trường quyền
- 14 tháng 12 – Trường quyền
- 16 tháng 12– Côn thuật

| Hạng | Vận động viên     | NOC       | Trường quyền | Côn thuật | Điểm  |
| ---- | ----------------- | --------- | ------------ | --------- | ----- |
| 1    | Aldy Lukman       | Indonesia | 9.69         | 9.70      | 19.39 |
| 2    | Ang Eng Chong     | Malaysia  | 9.70         | 9.67      | 19.37 |
| 3    | Ng Say Yoke       | Malaysia  | 9.68         | 9.65      | 19.33 |
| 4    | Trần Xuân Hiệp    | Việt Nam  | 9.45         | 9.61      | 19.06 |
| 5    | David Hendrawan   | Indonesia | 9.32         | 9.58      | 18.90 |
| 6    | Poramet D.        | Thái Lan  | 9.27         | 9.40      | 18.67 |
| 7    | Sujinda Sae Yang  | Thái Lan  | 8.51         | 9.35      | 17.86 |
| 8    | Nguyễn Mạnh Quyền | Việt Nam  | 9.37         | 0.00      | 9.37  |
| 9    | Aung Sithu        | Myanmar   | 0.00         | 0.00      | 0.00  |

#### Nam quyền
- 15 tháng 12 – Nam quyền
- 16 tháng 12 – Nam côn

| Hạng | Vận động viên   | NOC       | Nam quyền | Nam côn | Điểm  |
| ---- | --------------- | --------- | --------- | ------- | ----- |
| 1    | Phạm Quốc Khánh | Việt Nam  | 9.70      | 9.70    | 19.40 |
| 2    | Heriyanto       | Indonesia | 9.65      | 9.66    | 19.31 |
| 3    | Soe Kyaw        | Myanmar   | 9.62      | 9.56    | 19.18 |
| 4    | Kevan Cheah     | Malaysia  | 9.61      | 9.51    | 19.12 |
| 5    | Johannes Bie    | Indonesia | 9.60      | 9.33    | 18.93 |
| 6    | Mun Hua         | Malaysia  | 9.56      | 9.60    | 19.16 |
| 7    | Harris Adli     | Brunei    | 9.10      | 9.12    | 18.22 |
| 8    | Brendan Goh     | Singapore | 8.86      | 9.50    | 18.36 |
| 9    | Somdej Srisuk   | Thái Lan  | 8.57      | 9.26    | 17.83 |
| 10   | Panuwat Hnuyong | Thái Lan  | 7.97      | 8.67    | 16.64 |

#### Thái cực quyền
- 14 tháng 12 – Thái cực quyền
- 16 tháng 12 – Thái cực kiếm

| Hạng | Vận động viên     | NOC         | Thái cực quyền | Thái cực kiếm | Điểm  |
| ---- | ----------------- | ----------- | -------------- | ------------- | ----- |
| 1    | Loh Jack Chang    | Malaysia    | 9.70           | 9.69          | 19.39 |
| 2    | Nguyễn Thanh Tùng | Việt Nam    | 9.64           | 9.65          | 19.29 |
| 3    | Parantac Daniel   | Philippines | 9.60           | 9.62          | 19.22 |
| 4    | Lee Yang          | Malaysia    | 9.61           | 9.60          | 19.21 |
| 5    | Soe Win Thein     | Myanmar     | 9.52           | 9.60          | 19.12 |
| 6    | Seet Wee Key      | Singapore   | 9.63           | 9.40          | 19.03 |
| 7    | Freddy            | Indonesia   | 9.10           | 9.55          | 18.65 |
| 8    | Yuttaphol S.      | Thái Lan    | 8.97           | 9.35          | 18.32 |

#### Song đấu biểu diễn quyền (Tay không)
- 13 tháng 12– Chung kết

| Hạng | Vận động viên                                  | NOC       | Điểm |
| ---- | ---------------------------------------------- | --------- | ---- |
| 1    | Nguyễn Huy Thành Trần Đức Trọng Trần Xuân Hiẹp | Việt Nam  | 9.50 |
| 2    | Fung Jin Jie Samuel Seah Jaryl Tay             | Singapore | 9.40 |
| 3    | Baramee Kulsawadmongkol Pitaya Sae Yang        | Thái Lan  | 9.20 |

#### Song đấu biểu diễn quyền (Vũ khí)
- 13 tháng 12 – Chung kết

| Hạng | Vận động viên                                     | NOC       | Điểm |
| ---- | ------------------------------------------------- | --------- | ---- |
| 1    | Anousone Sasabo Bountang Soong Siamphone Kongmary | Lào       | 9.50 |
| 2    | Aldy Lukman Johannes Bie                          | Indonesia | 9.40 |
| 3    | Is Bin Bismi Ismi Bin Bismi                       | Brunei    | 9.20 |
| 3    | Say Yoke Yeap Wai Kin                             | Malaysia  | 9.20 |
| 5    | Aung Sithu Soe Kyaw                               | Myanmar   |      |

#### Sanshou – 48 Kg
- Tứ kết – 13 tháng 12

| Aligaga Jessie | 2–0         | Bye             |
| Trần Văn Kiên  | 1.000–0.000 | Yar Zan Tun     |
| Sengthavyxay   | 1.000–0.000 | Tom Suepsangat  |
| Bye            | -–-         | Zulfahmi Fitria |

- Bán kết – 15 tháng 12

| Aligaga Jessie | 0–2         | Trần Văn Kiên   |
| Sengthavyxay   | 0.000–1.000 | Zulfahmi Fitria |

- Chung kết – 17 tháng 12

| Trần Văn Kiên | 2–0 | Zulfahmi Fitria |

#### Sanshou – 52 Kg
- Tứ kết – 13 tháng 12

| Gunawan      | -–-         | Bye                |
| Khamla       | 1.000–0.000 | Khwanyuen Chanthra |
| Phan Văn Hậu | 1.000–0.000 | Kyaw Naing Oo      |
| Bye          | -–-         | Tan Narith         |

- Bán kết – 16 tháng 12

| Gunawan      | 0–2 | Khamla Soukaphone |
| Phan Văn Hậu | KO– | Tan Narith        |

- Chung kết – 17 tháng 12

| Khamla Soukaphone | 2–0 | Phan Văn Hậu |

#### Sanshou – 56 Kg
- Bán kết – 14 tháng 12

| Sin Saksunnara    | 0.000–1.000 | Benjie Rivera    |
| Apisak Rongpichai | 0.000–1.000 | Phoxay Aphailath |

- Chung kết – 17 tháng 12

| Benjie Rivera | 0–2 | Phoxay Aphailath |

#### Sanshou – 60 Kg
- Tứ kết – 13 tháng 12

| Labador Denver         | -–-         | Bye              |
| Phan Anh Yến           | 0.000–1.000 | Bouapha Valasith |
| Junaidi Sukamto Rahmat | -–-         | Bye              |
| Bye                    | -–-         | Wai Lin Oo       |

- Bán kết – 15 tháng 12

| Labador Denver         | 0–2 | Bouapha Valasith |
| Junaidi Sukamto Rahmat | 2–1 | Wai Lin Oo       |

- Chung kết – 17 tháng 12

| Bouapha Valasith | 2–0 | Junaidi Sukamto Rahmat |

#### Sanshou – 65 Kg
- Bán kết – 14 tháng 12

| Nguyễn Văn Tuấn    | 0.000–1.000 | Mark Eddiva  |
| Jefri T. Sinambela | 0.000–1.000 | Tin Lin Aung |

- Chung kết – 17 tháng 12

| Mark Eddiva | 2–0 | Tin Lin Aung |

#### Sanshou – 70 Kg
- 14 tháng 12

| Nguyễn Đình Khánh | 2–0 | Yong Yuthnoo |

- 16 tháng 12

| Nguyễn Đình Khánh | 2–0 | Xayvong Sommay |

- 17 tháng 12

| Xayvong Sommay | 2–0 | Yong Yuthnoo |

### Nữ

#### Trường quyền
- 14 tháng 12 – Kiếm thuật
- 15 tháng 12– Trường quyền

| Hạng | Vận động viên     | NOC       | Kiếm thuật | Trường quyền | Điểm  |
| ---- | ----------------- | --------- | ---------- | ------------ | ----- |
| 1    | Susyana Tjhan     | Indonesia | 9.68       | 9.69         | 19.37 |
| 2    | Sandi Oo          | Myanmar   | 9.53       | 9.64         | 19.17 |
| 3    | That That Naing   | Myanmar   | 9.54       | 9.50         | 19.04 |
| 4    | Khaw Jing Yee     | Malaysia  | 9.50       | 9.50         | 19.00 |
| 5    | Fong Chui Theng   | Malaysia  | 9.46       | 9.49         | 18.95 |
| 6    | Dương Thúy Vi     | Việt Nam  | 9.56       | 9.37         | 18.93 |
| 7    | Khor Poh Chin     | Singapore | 9.35       | 9.45         | 18.80 |
| 8    | Vũ Trà My         | Việt Nam  | 9.67       | 8.75         | 18.42 |
| 9    | Suvanant Choowong | Thái Lan  | 8.90       | 7.22         | 16.12 |
| 10   | Sirivimol Pinchan | Thái Lan  | 8.60       | 6.75         | 15.35 |

#### Nam quyền
- 14 tháng 12 – Nam quyền
- 15 tháng 12 – Nam đao

| Hạng | Vận động viên    | NOC       | Nam quyền | Nam đao | Điểm  |
| ---- | ---------------- | --------- | --------- | ------- | ----- |
| 1    | Diana Bong       | Malaysia  | 9.70      | 9.66    | 19.38 |
| 2    | Vũ Thùy Linh     | Việt Nam  | 9.66      | 9.67    | 19.33 |
| 3    | Aint Mi Mi       | Myanmar   | 9.35      | 9.61    | 18.96 |
| 4    | Tai Cheau Xuen   | Malaysia  | 9.05      | 9.61    | 18.66 |
| 5    | Ivana Ardelia    | Indonesia | 8.70      | 9.40    | 18.10 |
| 6    | Phạm Hồng Ngọc   | Việt Nam  | 8.56      | 9.50    | 18.06 |
| 7    | Faustina Woo Wai | Brunei    | 0.00      | 0.00    | 0.00  |

#### Thái cực quyền /Thái cực kiếm
- 15 tháng 12 – Thái cực quyền
- 16 tháng 12 – Thái cực kiếm

| Hạng | Vận động viên       | NOC         | Thái cực quyền | Thái cực kiếm | Điểm  |
| ---- | ------------------- | ----------- | -------------- | ------------- | ----- |
| 1    | Chai Fong Ying      | Malaysia    | 9.66           | 9.70          | 19.32 |
| 2    | Lindswell           | Indonesia   | 9.60           | 9.70          | 19.30 |
| 3    | Wilai R.            | Thái Lan    | 9.60           | 9.61          | 19.21 |
| 4    | Ng Shin Yii         | Malaysia    | 9.55           | 9.60          | 19.15 |
| 5    | Stephanie Agbay     | Philippines | 9.55           | 9.54          | 19.09 |
| 5    | Tao Yi Jun          | Singapore   | 9.53           | 9.56          | 19.09 |
| 5    | Trần Thị Minh Huyền | Việt Nam    | 9.50           | 9.59          | 19.09 |

#### Duilian (Tay không)
- 13 tháng 12 – Chung kết

| Hạng | Vận động viên                                        | NOC      | Điểm |
| ---- | ---------------------------------------------------- | -------- | ---- |
| 1    | Soudaphone Chanlapheng Ketsuda Vongphakdy            | Lào      | 9.46 |
| 2    | Sandy OO That That Naing Aint Mi Mi                  | Myanmar  | 9.45 |
| 3    | Diana Bong Tai Cheau Xuen                            | Malaysia | 9.40 |
| 4    | Amara Suntornyard Benjawan Wiranuwat Rattana Mayudee | Thái Lan | 9.25 |

#### Duilian (Vũ khí)
- 13 tháng 12 – Chung kết

| Hạng | Vận động viên                                                 | NOC       | Điểm |
| ---- | ------------------------------------------------------------- | --------- | ---- |
| 1    | Khor Poh Chin Tao Yi Jun Tay Yu Juan                          | Singapore | 9.46 |
| 2    | Vu Tra My Vũ Thùy Linh                                        | Việt Nam  | 9.45 |
| 2    | Faustina Woo Wai Lee Ying Shi                                 | Brunei    | 9.45 |
| 4    | Vania Rosalin Irmanto Felicia Alverina Monindra Cindy Sutanto | Indonesia | 9.37 |
| 5    | Fong Chui Theng Chai Fong Wei                                 | Malaysia  | 9.22 |

#### Sanshou – 45 Kg
- Bán kết –  16 tháng 12

| Đỗ Thị Nhân       | 2–0 | Naree Pimpa          |
| Friska Ria Wibowo | 1–2 | Kindala Phomemathang |

- Chung kết –

| Đỗ Thị Nhân | 2–1 | Kindala Phomemathang |

#### Sanshou – 48 Kg
- Tứ kết – 13  tháng 12

| Trần Duy Phương    | -–-         | Bye              |
| Khammai Lathsavong | 1.000–0.000 | Hla Hla Win      |
| Hotma Dearma Purba | 0.000–1.000 | Rhea May Rifani  |
| Bye                | -–-         | Chutdao Chaimala |

- Bán kết –  15  tháng 12

| Trần Duy Phương | 2–0 | Khamai Lathsavong |
| Rhea May Rifani | –KO | Chutdao Chaimala  |

- Chung kết –

| Trần Duy Phương | 0–2 | Chutdao Chaimala |

#### Sanshou – 52 Kg
- 14 tháng 12

| Nguyễn Thùy Ngân | 2–0 | Toy |

- 15 tháng 12

| Nguyễn Thùy Ngân | 2–0 | Estimar Mary Jane |

- 17 tháng 12

| Toy | 0–2 | Estimar Mary Jane |

#### Sanshou – 56 Kg
- 14 tháng 12

| Thân Thị Ly | 2–0 | Moria Manalu |

- 16 tháng 12

| Thân Thị Ly | 2–0 | Phannipha Lukchanthuek |

- 17 tháng 12

| Moria Manalu | 2–0 | Phannipha Lukchanthuek |

#### Sanshou – 60 Kg
- 14 tháng 12

| Mariano Marianne | 2–1 | Douangchay Thalengliep |

- 16 tháng 12

| Mariano Marianne | 2–0 | Nguyễn Thị Oanh |

- 17 tháng 12

| Douangchay Thalengliep | 0–2 | Nguyễn Thị Oanh |